# Лузонски мореуз
Лузонски мореуз (таг. Kipot ng Luzon, кин: 呂宋海峽) је мореуз између Лузона и Тајвана. Мореуз повезује Филипинско море са Јужнокинеским морем у западном Тихом океану.
Овај мореуз је важан за бродарство и комуникације. Многи бродови из Америке користе ову руту за одлазак до важних источноазијских лука. Многи подморски комуникациони каблови пролазе кроз Лузонски мореуз. Ови каблови пружају важне услуге преноса података и телефоније за копнену Кину, Хонгконг, Тајван, Јапан и Јужну Кореју.

## Опис
Лузонски мореуз је широк око 250 километара која садржи низ острва која припадају Филипинима која су груписана у два: острва која чине провинцију Батанес и острва Бабујан, која су део провинције Кагајан. Теснац је подељен на више мањих канала. Бабујански канал одваја Лузон од Бабујанских острва, које је од Батанеса одвојено каналом Балинтанг. Батанес је одвојен од Тајвана Баши каналом.
Неки од највећих океанских таласа на свету, понекад преко 170 метара у висину и који потичу од плиме и океанских струја, налазе се на северу мореуза. Ови таласи или струје су под водом и ретко пробијају површину, тако да не представљају опасност за бродове, али су понекад видљиви сателитима. Осцилације су углавном изазване дугачким гребеном север-југ који покрива скоро цео мореуз, а затим појачан у северном делу другим паралелним гребеном. Дубина мореуза достиже 3.500 метара и 4.000 контура у рововима север–југ на средњој и југозападној ивици.

## Историја
Лузонски мореуз је био део руте јапанске инвазије током Другог светског рата. 8. децембра 1941. године (истог дана када и јапански напад на Перл Харбор, због међународне датумске границе), снаге Јапанског царства искрцале су се на Батанес. До 10. децембра заузели су Камигин де Бабујанес на острвима Бабујан (не мешати са острвом Камигуин код северног Минданаа) у убрзо напуштеном покушају да успоставе базу за хидроавионе, и истог дана слетели у Апари, Кагајан на Лузону.
Касније, током Другог светског рата, многе америчке подморнице су ловиле јапанске конвоје који су пролазили кроз мореуз на свом путу од Источне Индије до Јапана.